# Перфторан
Перфтора́н — кровезаменитель с функцией переноса кислорода, применяется в качестве противоишемического и противогипоксического лекарственного средства. Представляет собой субмикронную эмульсию на основе ПФО-соединений. Препарат был разработан группами советских и российских учёных; основные работы велись в ИБФ АН СССР и продолжились в ИТЭБ РАН: с 1979 по 1985 год — под руководством Ф. Ф. Белоярцева и Г. Р. Иваницкого; с 1986 по 1997 годы — под руководством С. И. Воробьёва. Автором и организатором работ по созданию первого синтетического газотранспортного заменителя донорской крови — препарата «Перфторан» являлся советский учёный профессор Феликс Фёдорович Белоярцев. В работе принимали участие не только коллектив учёных Лаборатории медицинской биофизики и биохимии ИБФ АН СССР, в том числе Е. И. Маевский, Б. И. Исламов и др., но и несколько десятков научно-исследовательских институтов СССР различного направления. В СМИ перфторан также известен как «голубая кровь». По состоянию на 2010 год данный препарат допущен к клиническому использованию в России, Казахстане, Кыргызстане, Украине и Мексике, с января 2014 года — в Узбекистане.

## Определение
Коллоидно-химическое определение, сформулированное С. И. Воробьёвым, перфторуглеродных кровезамещающих препаратов типа «Перфторан» и его аналогов («Фторэмульсия III» / Фторан и др.) — это концентрированные эмульсии на основе бинарной смеси перфтордекалина и перфторметилциклогексилпиперидина, являющиеся сложной многофазной коллоидной структурой, применяемой в медико-биологической области в качестве полифункциональных средств, в частности, как газотранспортные заменители донорской крови для возмещения кровопотери. По утверждению автора, отечественные перфторуглеродные кровезамещающие эмульсии — прямые, газопереносящие, высоко- и свободно-дисперсные, гетерогенные термодинамически неустойчивые лиофобные коллоидные системы, обладающие избыточной свободной поверхностной энергией и огромной поверхностью газообмена (сорбционно-активной поверхностью раздела фаз), в которых дисперсная фаза нерастворимых наноразмерных химически инертных перфторуглеродных частиц покрыта адсорбционно-сольватным слоем поверхностно-активного вещества и сохраняет (дисперсная фаза) агрегативную и седиментационную устойчивость при низких температурах в дисперсионной структурированной среде.

## Форма выпуска и условия хранения

Препарат «Перфторан», предназначенный на экспорт в Казахстан.

Перфторан (Perftec), предназначенный для экспорта в Мексику.

Препарат выпускают в форме эмульсии для инфузий (до 2016 года — в стеклянных флаконах по 50, 100, 200 и 400 мл). Срок годности при −18…−4 °C — до 3 лет; при +4 °C — не более 2 недель. Размораживать препарат рекомендуется при комнатной температуре (но не более +30 °C). После разморозки препарат необходимо осторожно взболтать до полной однородности состава, а перед инфузией — согреть до +21…+23 °C. Допускается 5-кратное размораживание/замораживание. Номер серии регистрируется в истории болезни. Перфторан не пригоден для использования в случае трещин на бутылке, нарушения герметичности укупорки, расслоения эмульсии (наличия прозрачных масляных капель, оседающих на дно даже после взбалтывания), появляющегося или не исчезающего после лёгкого встряхивания осадка на дне флакона, помутнения эмульсии до молочного цвета.
Транспортировка препарата допускается только в замороженном состоянии. С увеличением сроков хранения перфторана в размороженном виде его эмульсионные частицы подвергаются агрегации, а величина частиц возрастает в результате коалесценции и диффузии. В случае разморозки при температуре +20 °C обеспечивается минимизация реактогенности размороженного препарата при использовании.
Условия хранения и разморозки перфторана являются препятствием для его использования в медицине катастроф, силами горно-спасательных отрядов в случае возникновения чрезвычайных ситуаций.
В связи с недопустимостью быстрой разморозки перфторана, для обеспечения его экстренной доступности возможно применение схемы, при которой один флакон всегда находится в размороженном состоянии. Размороженный флакон хранится до 2 недель при ежедневной оценке его пригодности для инфузий. Если флакон не был использован в течение этого срока, он замораживается вновь; одновременно с этим размораживается следующий флакон. Однако дополнительные циклы заморозки/разморозки перфторана могут повысить вероятность возникновения побочных эффектов при его введении.

## Фармакологическое действие
Лечебное действие перфторана как антигипоксанта (при критической гипоксии), иммуномодулятора (при вторичных формах иммунной недостаточности) и средства, стимулирующего естественную детоксикацию (при экзогенных и эндогенных отравлениях), определяется следующими эффектами:
- улучшение доставки кислорода из альвеол к эритроцитам и от эритроцитов к тканям[32];
- улучшение метаболизма и газообмена на уровне тканей[33][32];
- восстановление центральной гемодинамики[34][35][32];
- улучшение микроциркуляции[36][32];
- кардиопротекторный эффект[32];
- изменение детоксицирующей функции печени;[32]
- мембраностабилизирующий эффект[англ.];[32]
- сорбционные[37][38][39][40] и диуретические свойства;[32]
- иммуномодулирующее действие.[32]

Перфторан улучшает реологические свойства крови за счёт уменьшения показателей ригидности и агрегации эритроцитов, а также снижения вязкости плазмы; обладает гемопротекторным действием. Влияние перфторана на систему гемостаза выражается в виде антиагрегантного действия, которое проявляется при инфузии препарата в дозе свыше 10 мл/кг; применение препарата в профилактической противотромботической терапии способствует снижению тромбогенного потенциала крови; сочетание перфторана с тромболитиками сокращает время ожидания положительного эффекта от тромболитической терапии. Эндолимфатическое введение перфторана предотвращает развитие дефицита плазменных факторов свёртывания, нормализует фибринолитическую активность и тромбоцитарный компонент системы гемостаза.

### Механизм газообмена
Высокая растворимость газов в жидких перфторуглеродах обусловлена наличием в таких жидкостях многочисленных крупноразмерных (в молекулярном масштабе) пустот, в которые способны внедряться молекулы газов: из-за низкой поляризуемости атомов фтора молекулы перфторуглеродов слабо связаны Ван-дер-Ваальсовыми взаимодействиями в результате чего образуют жидкости с малой когезией. При этом молекулы газов не связываются с перфторуглеродами и свободно выделяются при снижении парциального давления. Время растворения и выделения O2'в перфторуглеродах составляет 14—26 мс, что в несколько раз быстрее, чем у гемоглобина эритроцитов, где этот процесс завершается за 200—250 мс.
ПФО-соединения присутствуют в перфторане в виде эмульгированных капель диаметром 0,03—0,15 мкм (в среднем 0,07 мкм). Измерение распределения частиц эмульсии Перфторан на приборе Beckman Coulter N5 Submicron Particle Size Analyzer показало, что средний размер капель составляет 135,7 нм (0,136 мкм). Состав капли — смесь ПФД и ПФМЦП в соотношении 2:1. Растворимость O2 в чистых ПФОС доходит до 40—50 об.%, однако перфторан является 10 об.% эмульсией с ёмкостью по O2 равной лишь 7 об.%, что примерно в 2,7 раза меньше, чем у цельной крови (растворимость O2 в крови — 18—20 об.%). Инфузии препарата с его небольшой ёмкостью по O2 не обеспечивают реального увеличения кислородной ёмкости крови; одного только перфторана не достаточно для поддержания клеточного метаболизма тканей. При большой кровопотере количество эритроцитов значительно снижается, но в большинстве случаев кислородной ёмкости остающихся эритроцитов достаточно для переноса необходимого объёма O2. У эритроцита «избыточная» ёмкость: при переходе через систему капилляров он отдаёт не весь связанный O2, а лишь 20—30 % (у взрослых в состоянии покоя). Проблема, которую решает перфторан заключается не в том, чтобы полностью заменить потерянные эритроциты, а в том, чтобы оказать содействие газообмену между оставшимися эритроцитами и тканями, — в частности, для более полной экстракции O2 из гемоглобина в условиях кровопотери.
Несмотря на относительно малую абсолютную кислородную ёмкость эмульсии ПФОС, при её наличии в кровотоке, происходит приращение кислородной доставки и газообмена в целом. Эмульгированные частицы перфторана при совместной циркуляции с эритроцитами изменяют газотранспортную функцию крови, увеличивая массоперенос O2 в системе эритроциты-плазма-ткани и CO2 в обратном направлении, а также обеспечивая повышение утилизации O2 в альвеолах лёгких, — что ускоряет обогащение крови кислородом. Частицы эмульсии способствуют уменьшению водного пространства между эритроцитами и тканями: облако из таких частиц, окутывающих эритроцит, образует среду, которая в несколько раз увеличивает эффективную поверхность газообмена (к изначальной площади эритроцитов в 3500 м² доза эмульсии в 10 мл/кг ≈ 700 мл добавляет 8400 м² газообменной поверхности ПФО-соединений, обладающей свойством растворять и выделять газы O2 и CO2 с высокой скоростью). В результате даже после малых доз перфторана (1—10 мл/кг) наблюдается значительное приращение парциального давления O2 в оттекающей от лёгких крови и в периферических тканях.
Формальное описание газотранспортного механизма эмульсий ПФО-соединений строится на различении понятий «транспорта» и «ёмкости». Согласно закону Фика, поток молекул («транспорт») зависит от произведения потенциала («ёмкости» эритроцитов) и проводимости (проницаемости диффузионного барьера между эритроцитом и тканью):
| {\displaystyle {\dot {M}}=(P_{ext}-P_{int}){\frac {K\cdot A}{L}}} |
где
Ṁ — масса газа за единицу времени,
(Pext − Pint) — разница по парциальному давлению между сторонами диффузионного барьера,
K — константа диффузии Крога,
A — площадь диффузионного барьера,
L — толщина диффузионного барьера.
Аналогией закону Фика является закон Ома; это позволяет сравнить эритроцит по функциональности с аккумулятором, а перфторан — с проводником (константа диффузии Крога для O2 в ПФО-соединениях на порядок больше чем в плазме крови). При возникновении цепи — последовательности из частиц эмульсии, касающихся эритроцита, друг друга, и стенки сосуда, — проводимость газов возрастает, что увеличивает ток O2 в ткань от эритроцита как источника с высоким парциальным давлением.
Эритроциты, двигаясь в пульсирующем потоке, концентрируются вблизи оси сосуда. В процессе движения эритроцит вытесняет находящуюся перед ним жидкость с частицами ПФО-соединений к стенкам сосуда. Частицы, касаясь друг друга, формируют различные динамические структуры, которые соединяют стенки сосуда с поверхностью эритроцита. Образуется множество газовых цепей-каналов, проводимость которых в 20—25 раз выше, чем по плазме (воде). Такие каналы важны и для насыщения эритроцитов кислородом в альвеолах. Они также участвуют в «вымывании» CO2 из тканей, что делает ПФО-эмульсию двухканальным усилителем потока газов. В итоге частицы перфторана, благодаря порождённому ими в кровотоке газотранспортному «конвейеру», участвуют в газообмене совместно с эритроцитами, облегчая и ускоряя их функционирование.
Помимо выполнения непосредственно газотранспортной функции, перфторан содействует газообмену в связи со следующими факторами:
- Размер частиц. Мицеллы перфторана в 50—100 раз меньше эритроцита, поэтому эти наночастицы могут проникать, доставляя O2 и удаляя CO2, в суженные, спазмированные, частично перекрытые тромбами или бляшками микрососуды, где не проходят эритроциты, — и таким образом улучшать микроциркуляцию (в том числе в альвеолах), проникать в гипоксическую ткань, обеспечивать оксигенацию зон значительной гипертрофии[1][7][55][58], снимать спазм сосудов[3][65][66].
- Влияние на эндотелий. После инфузии препарата, благодаря тому, что ПФО-соединения (временно) накапливаются в эндотелии сосудов, ускоряется транспорт O2 через этот диффузионный барьер[1][58].
- Влияние на эритроциты. Перфторуглероды перфторана оказывают стабилизирующее действие на мембрану[67] эритроцитов, что делает их более эластичными, повышает механическую и химическую устойчивость, уменьшает гемолиз и индекс агрегации[7][57][58].
- Вязкость крови. Перенос O2 по сосудам увеличивается также и вследствие снижения вязкости крови, — как за счёт эффекта разбавления более вязкой крови менее вязким перфтораном, так и благодаря повышению эластичности эритроцитов[55][21].

## Показания к применению, противопоказания, взаимодействие
У перфторана низкая токсичность: доза ЛД50 составляет 130 мл/кг (35,3 г/кг).
Показания к внутривенному применению:
- при острой и хронической гиповолемии[70] (травматический, геморрагический, ожоговый и инфекционно-токсический шок);[20]
- при нарушениях микроциркуляции и кровообращения (изменения |тканевого метаболизма и газообмена, черепно-мозговая травма, ишемический отёк головного мозга, нарушения мозгового кровообращения, шоковая почка, жировая эмболия при множественной травме, облитерирующие заболевания сосудов конечностей);[20]
- при проведении операций на остановленном сердце для заполнения аппарата искусственного кровообращения;[20][71]
- при проведении глубокой изоволемической гемодилюции;[20]
- при наличии анемической гипоксии, угрожающей жизни больного (в отсутствие донорской крови и эритроцитных сред).[20]

Противопоказания:
- гиперчувствительность;[2]
- геморрагический диатез (гемофилия[72][2], тромбоцитопения, тромбоцитопатия, гипокоагуляционная фаза ДВС-синдрома, гемодилюционная коагулопатия, гипергепаринемия и др.);[21]
- аллергические заболевания[72][2], коллагенозы;[21]
- во время беременности препарат можно применять[73][74] только по жизненным показаниям[2] (по причине недостаточной изученности влияния перфторана на развитие плода[55]);
- анафилактоидная реакция при проведении биологической пробы;[20][75]
- активные аутоиммунные заболевания;[75]
- неостановленное кровотечение.[76][59][21][72][77]

Перфторан совместим с альбумином, компонентами крови, изотоническим солевым раствором, глюкозой, антибиотиками. При взаимодействии с комплексными кристаллоидами (мафусол, квинтасоль) физико-химические и биологические свойства перфторана не изменяются. Перфторан нельзя вводить в одной системе, или в одном шприце, или в одном АИК с коллоидами: кровезаменители, способные хотя бы в незначительной степени поддерживать коллоидно-осмотическое давление (реополиглюкин, гидроксиэтилкрахмал), вызывают резкое укрупнение среднего размера частиц эмульсии и изменяют её биологические и физико-химические свойства. При необходимости указанные растворы следует вводить в другую вену или в ту же, но после окончания инфузии перфторана.
Показания к местному применению:
- бронхо-лёгочный лаваж;[20]
- промывание гнойных ран;[20]
- промывание брюшной и других полостей, орошение раневой поверхности на слизистых оболочках и коже.[20]

## Побочные эффекты, дозы и способы введения

### Общие сведения
Побочные эффекты перфторана проявляются только при его внутривенном введении. Возможны аллергические реакции (крапивница, кожный зуд, покраснение кожных покровов), учащение пульса, снижение АД, повышение температуры, головная боль, боли за грудиной и в поясничной области, затруднение дыхания, анафилактоидные реакции (1,9 %). В целях предотвращения возможных реакций непереносимости препарата рекомендовано проведение десенсибилизирующей премедикации.
При применении перфторана обязательно проведение биологической пробы: после медленного введения первых 5 капель препарата переливание прекращают на 3 минуты, затем вводят ещё 30 капель и снова на 3 минуты прекращают переливание. При отсутствии реакции введение препарата продолжается. Результаты биопробы обязательно регистрируются в истории болезни. Проведение биопробы само по себе способно предотвратить такой побочный эффект, как появление в начале первой инфузии чувства жара и сердцебиения.
Оценка биологической пробы у больного в глубоком сопоре и коме осложняется сглаженностью аллергических реакций и невозможностью субъективных жалоб больного (на боли за грудиной, в поясничной области, удушье, кожный зуд и др.). Объективным проявлением непереносимости перфторана является возникновение тахикардии и снижение насыщения крови кислородом. Одновременно, как правило, регистрируется снижение интенсивности диуреза, повышение ЦВД и появление макулопапулёзной сыпи на коже шейно-грудного треугольника.
Препарат применяется внутривенно, капельно или струйно. Дозы и интервалы между введением выбирают в соответствии с показаниями и состоянием больного. Обычная доза — 5—30 мл/кг; возможно повторное введение в том же объёме три раза с интервалом 1—4 дня. Максимальные дозы: разовая — 30 мл/кг, суточная — 100 мл/кг. Эффект перфторана максимален, если во время и после его инфузии в течение суток больной дышит смесью, обогащённой кислородом (40—60 %). Целесообразно применение и малых инфузий препарата (≈ 1 мл/кг), так как даже небольшие дозы эмульсии могут вносить существенный вклад в потребление кислорода тканями.
При осложнениях: резко выраженная гипотония — замедлить темп введения, дофамин (внутривенно), кортикостероиды (внутривенно), при сохраняющейся гипотонии прекратить введение препарата; анафилактоидная реакция — прекратить введение, дофамин (внутривенно) до достижения желаемого эффекта, кортикостероиды (внутривенно), антигистаминные препараты.
В 1984—1994 годах перфторан прошёл три фазы клинических исследований с участием 964 пациентов, после чего был допущен к использованию в России. В начале исследований, в 1984—1985 годах, у 10,7 % больных введение перфторана сопровождалось различными реакциями — болями в поясничной области, гиперемией лица, кожных покровов, одышкой и снижением АД. Препарат дорабатывался, и к концу исследований, в период 1992—1994 гг., в течение которого его получили 298 больных, описанные выше побочные эффекты не наблюдались (имел место лишь один случай осложнения у пациента с недиагностированным абсцессом). Суммарная частота побочных эффектов за весь период исследований, с 1984 по 1994 год, составила около 8 %. В течение 3-5 лет были прослежены 389 больных: каких-либо нарушений функций органов и систем, связанных с инфузией перфторана, обнаружено не было.
Согласно разработчикам перфторана (Маевский, Иваницкий, Исламов и соавторы, 2006), вероятность побочных эффектов его использования составляет около 4 %; причём, по их оценке, эти эффекты часто возникают из-за нарушений условий хранения препарата.

### Биологические основы побочных эффектов
Большинство побочных реакций на перфторан относятся к разряду индивидуальной непереносимости препарата; первые симптомы, как правило, появляются в начале введения. Все медицинские препараты в виде микрочастиц с сорбционной поверхностью в той или иной степени реактогенны и активируют иммунную систему пациента: например, липидные эмульсии, липосомы и декстраны с ММ > 30 кД. Проблема реактогенности перфторана обусловлена активацией системы комплемента по альтернативному пути; иммунный ответ при этом сопровождается выраженной нейтропенической реакцией — быстрым перемещением нейтрофилов из периферического кровеносного русла и скоплением их в сосудах лёгких. Нейтропеническая реакция является показателем комплементактивирующего действия препарата и усиливается по мере возрастания среднего диаметра частиц и увеличения доли крупнодисперсных частиц.
Таким образом, реактогенность перфторана зависит от распределения частиц по размеру: чем меньше диаметр, тем меньше степень активации комплемента, что, соответственно, снижает выраженность побочных эффектов, уменьшает угрозу аллергических и анафилактоидных реакций. Наиболее приемлемыми являются эмульсии со средним диаметром частиц в 50—80 нм. Допустимый пороговый размер частиц для перфторана установлен в ≈ 140 нм; частицы диаметром более 160—170 нм не допускаются. Уменьшить максимальный и средний размер частиц на стадии производства позволяет фильтрация эмульсии через мембрану.
Для объяснения зависимости реактогенности от размера частиц выдвигались следующие гипотезы:
- В организме происходит постоянная незначительная активация системы комплемента, однако регуляторные механизмы предотвращают её полномасштабный запуск. Крупнодисперсные частицы в процессе гомогенизации не всегда приобретают равномерное и плотное покрытие ПАВ; остаются гидрофобные участки[89][7]. При попадании в кровеносное русло такие частицы способны активно сорбировать в том числе и регуляторные белки, предотвращающие активацию комплемента, что, предположительно, может запустить весь каскад альтернативного пути активации комплемента[86][19][18].
- В отличие от наночастиц, более крупные частицы являются достаточно «видимыми» объектами для фактора C3b[англ.] комплемента, что, предположительно, облегчает их опсонизацию; из-за этого хемотаксический сигнал моноциту от ассоциата «частица+C3b» становится значимым для запуска процесса захвата частицы[86][18].
- Крупнодисперсные частицы (возможно, из-за менее стабильного слоя ПАВ]]) сорбируют на своей поверхности большее количество IgG. Эти агрегированные на поверхности антитела́ способны связывать комплемент, активируя систему комплемента. Кроме того, эмульсия, предположительно, сорбирует на поверхности частиц малые и средние иммунные комплексы[англ.], что также может быть причиной возникновения реакций[90].

Причиной поздних побочных реакций, согласно А. А. Недоспасову и соавторам (2005), может быть потеря устойчивости системы регуляции метаболизма оксидов азота, вызванная временным накоплением молекул ПФО-соединений перфторана в липидных фазах организма.

### Структура, динамика и зависимости побочных эффектов
Вероятность развития реактогенности перфторана возрастает под влиянием факторов, изменяющих структуру поверхности и размер частиц эмульсии: нарушение технологии производства, в том числе использование недостаточно технически подготовленных эмульгаторов; несоблюдение правил хранения и транспортировки; многократное замораживание, чрезмерно быстрое размораживание; интенсивное встряхивание жидкого препарата.
Согласно разработчикам перфторана (Богданова, Маевский, Сенина и соавторы, 2001), частота побочных реакций при его введении зависит от вида патологии: при политравме, возмещении кровопотери, кардиоплегии и в трансплантологии побочных реакций, по их данным, никто не зарегистрировал; в терапевтических же ситуациях процент побочных реакций колеблется от 1,8 % до 15 % и зависит, помимо вида патологии, также от предварительного отбора больных и соблюдения мер предосторожности при введении препарата.
Так, во время I и II фаз клинических исследований (1984—1985 гг.) особенно выделялись больные с ожоговыми поражениями поверхности тела, — у этой группы пациентов развитие побочных реакций на введение перфторана наблюдалось с вероятностью 100 %. При использовании перфторана в лечении нешокогенной термической травмы С. Ф. Багненко и соавторы (2008 год, n=23) отмечали у пострадавших развитие таких побочных реакций как «покалывание», «волны тепла», лёгкое жжение; одновременно происходило уменьшение болевых ощущений, снижение потребности в анальгетиках. По наблюдениям Багненко и соавторы, ослабление интенсивности болевых ощущений улучшало психоэмоциональное состояние пострадавших, что положительно влияло на течение травмы.
В 2005 году Е. Б. Жибурт, А. И. Косов и др. совместно с сотрудниками ОАО НПФ «Перфторан» опубликовали результаты исследования-опроса «Применение перфторана в трансфузионной терапии», в котором приняли участие 232 организации из 71 региона. Об использовании перфторана заявили 93 организации из 36 регионов. По итогам опроса Жибурт и соавторы обнаружили, что частота побочных реакций от применения этого препарата меньше в тех организациях, которые используют перфторан в бо́льших объёмах (то есть применяют у бо́льшего числа пациентов). Исследователи подчеркнули необходимость соблюдения инструкции к перфторану.
Один из разработчиков перфторана, С. И. Воробьёв и соавторы, в о создании ими в «Лаборатории БФХИ ПФОС» улучшенной, по их словам, версии перфторана сообщили, что частота побочных реакций выпускаемого ОАО НПФ «Перфторан» препарата, составляя 20—30 %, могла колебаться в зависимости от года и серии его выпуска в диапазоне от 10 до 50 %.
Существенную роль в реактогенности перфторана могут играть технология обработки перфторуглеродов и эмульгаторов, условия гомогенизации эмульсии, а также наличие в его составе липофильного ПФД. Результаты эксперимента на животных показали, что исключение ПФД из состава ПФО-эмульсии значительно снижает реактогенность, при этом полученная эмульсия имеет средний размер частиц 6,3 нм. Глубокая очистка эмульгатора и перфторуглеродов, стерилизация эмульсии позволяют значительно снизить реактогенность препарата. На этапе разработки перфторана снижение его реактогенности достигалось с помощью создания и совершенствования новых технологий приготовления эмульсий. Согласно прогнозу С. И. Воробьёва и соавторы (2010), полностью избавиться от реактогенности перфторуглеродных эмульсий не удастся, — её можно только минимизировать до определённого уровня, не ограничивающего применение таких препаратов в клинике.
В МНТК «Микрохирургия глаза» на основе опыта использования перфторана в 1995—2006 годах был разработан алгоритм (Моисеенко, Средняков, Воробьёв, 2007), смягчающий побочные эффекты при терапевтическом внутривенном введении препарата (например, в офтальмологии) и позволяющий применять его по показаниям у 98 % пациентов. Введение препарата предваряется специальной премедикацией, которая на подготовительном этапе снижает вероятность побочной реакции с 20 до 10—15 %; затем пациенту для дыхания подаётся увлажнённый кислород и проводятся три биопробы с интервалами 8—10 минут, а возможная реакция при инфузии перфторана в зависимости от её степени купируется тремя способами:
| Симптомы реакции | Степень | Купирование                                                                       | Успех                                  | Неуспех            |
| --- | ------- | --------------------------------------------------------------------------------- | -------------------------------------- | ------------------ |
| 1) ощущение распирания, жара в голове; 2) ощущение жара во всём теле; 3) затруднение дыхания, чувство сдавливания грудной клетки; 4) боль за грудиной; 5) першение в горле, кашель сухой или влажный; 6) боль в животе; 7) боль в спине (в поясничном и грудном отделах позвоночника); 8) чувство онемения пальцев рук, ног; 9) крапивница; 10) повышение артериального давления | I       | увеличение подачи кислорода; гидрокортизон                                        | инфузия продолжается через 10—15 минут | «II»               |
| 1) ощущение распирания, жара в голове; 2) ощущение жара во всём теле; 3) затруднение дыхания, чувство сдавливания грудной клетки; 4) боль за грудиной; 5) першение в горле, кашель сухой или влажный; 6) боль в животе; 7) боль в спине (в поясничном и грудном отделах позвоночника); 8) чувство онемения пальцев рук, ног; 9) крапивница; 10) повышение артериального давления | II      | Тавегил или супрастин                                                             | инфузия возобновляется после биопроб   | «III»              |
| 11) снижение артериального давления; 12) нарушение ритма сердечной деятельности | III     | противошоковые препараты, вазопрессоры, кортикостероиды, объёмзамещающие средства | инфузия отменяется                     | инфузия отменяется |

Симптомы реакции могут иметь различную интенсивность (кроме симптомов «11» и «12»); проявляются они у пациентов в количестве от 2 до 4 в различных сочетаниях. Реакция может быть ранней (во время первой биопробы, в начале инфузии) и поздней (в период от одного до нескольких часов после инфузии); купирование поздних реакций аналогично купированию ранних. При появлении реакции сначала предполагается степень «I», если соответствующий способ купирования не действует, то предполагается степень «II» и т. д. Если реакция включает симптомы «11» или «12», то это реакция «III» степени, означающая непереносимость препарата. При успешном купировании реакции «I» или «II» степени последующие инфузии перфторана, в том числе через 1—2 дня, побочной реакции не вызывают.

### Выведение и отдалённые эффекты
Все компоненты препарата химически инертны и в организме не подвергаются метаболическим превращениям. Продолжительность циркуляции перфторана в сосудистом русле составляет не более 3 суток; период полувыведения из кровотока — около 24 часов. Период полувыведения ПАВ (проксанол-268) из кровотока составляет около 6 часов; выводится ПАВ через почки, в течение 1—2 суток. Более 90 % ПФО-соединений (ПФД и ПФМЦП) выводится через лёгкие с выдыхаемым воздухом, малая часть — через кожу и из печени с жёлчью, около 1 % — при помощи экзоцитоза. Временно 20—30 % ПФОС захватывается макрофагами РЭС, прежде всего печени, селезёнки и костного мозга. Период полувыведения из макрофагов для ПФД составляет 14 дней (полное выведение — 1 месяц), для ПФМЦП — 90 дней (полное выведение — 18—24 месяца). По мере выведения ПФО-соединений из организма на месте перфторуглеродных гранулём происходит полная регенерация паренхиматозных элементов без развития остаточного склероза (фиброза).
После выведения эмульгатора (проксанол-268) из кровотока состав поверхности частиц перфторана заменяется на белки и фосфолипиды плазмы крови. При многократных введениях эмульсии перераспределение перфторуглеродов между органами и кровью происходит по законам оствальдовского созревания и не зависит от активности РЭС. Из печени, селезёнки и костного мозга ПФО-соединения постепенно выводятся мигрирующими макрофагами по кровотоку в лёгкие, где посредством экзоцитоза окончательно покидают организм. Согласно исследованию Н. Л. Крылова с соавторами (2001), сроки выведения ПФО-соединений из организма человека, полученные в результате экстраполяции опытов с животными и ставшие общепринятыми, могут быть завышенными, так как, по данным проведённых авторами морфологических тестов, введение перфторана внутривенно больным людям (в целях коррекции гемодинамических нарушений и гипоксических состояний) не приводит к образованию в органах макрофагальных гранулём.
Для определения безопасности перфторана протокол I и II фаз клинических исследований предусматривал катамнестическое наблюдение и обследование больных с объёмом введения препарата в диапазоне от 6 до 26 мл/кг. Пациенты обследовались через 3, 6 и 9 месяцев после проведения лечения. Наблюдение включало: клиническое обследование; контроль основных биохимических параметров; печёночные пробы; исследование функций почек, дыхательной и сердечно-сосудистой систем, психо-эмоционального состояния и уровня работоспособности. Отклонения или отрицательные последствия воздействия перфторана не выявлены ни у одного пациента.
После инфузии перфторана часть молекул ПФО-соединений начинает осуществлять долговременное «побочное» действие, которое заключается в том, что эти молекулы растворяются в липидных фазах организма и задерживаются там (в мембранах эритроцитов, тромбоцитов, клеток эндотелия) на время, превосходящее период выведения перфторана из кровотока. Через неделю препарат в кровотоке не определяется, однако через 3 месяца от его введения фиксировались продолжающиеся лечебные эффекты: противоишемическое действие, сниженная прокоагулянтная активность крови, повышенная активность антитромбина III.
В клинике Днепропетровской государственной медицинской академии было проведено исследование влияния локальной (тяжёлая черепно-мозговая травма), общей (постреанимационная энцефалопатия) и циркуляторной (острый инфаркт миокарда) ишемии головного мозга на качество жизни больных в отдалённом времени при применении перфторана в острый период критических состояний. Под «качеством жизни» понималась способность индивидуума функционировать в обществе соответственно своему положению и получать удовлетворение от жизни. Больные были разделены на две группы — по наличию (n=35) и отсутствию (n=42) в комплексе интенсивной терапии перфторана. Оценку качества жизни проводили через 3-8 лет после перенесённого критического состояния. Исследование показало, что применение перфторана способствовало большей сохранности мозга, сбалансированности нейрогуморальной регуляции и, как следствие, в отдалённом периоде — стабильности нервно-психических процессов. У больных, получавших препарат, частота и выраженность остаточной очаговой неврологической симптоматики были меньше, чем в контрольной группе. Л. В. Усенко и соавторы пришли в выводу, что включение перфторана в комплекс интенсивной терапии в первые 6—8 часов критического состояния, благодаря сокращению продолжительности и уменьшению глубины комы, отражается на качестве жизни в отдалённом периоде, позволяет больным возвратиться к прежнему или близкому к прежнему образу жизни в обществе, не утратить смысл жизни, быть полезными своим семьям, окружающим.

### Комментарии
В 2004 году В. К. Николенко охарактеризовал перфторан как «мощное по своему лечебному воздействию медикаментозное средство», которое, вместе с тем, обладает выраженным реактогенным эффектом. Перфторан может быть использован, по его мнению, строго по абсолютным медицинским показаниям (например, при травматическом шоке) с обязательным одновременным проведением соответствующей инфузионно-трансфузионной терапии и необходимыми в таких случаях реанимационными мероприятиями.
Согласно В. П. Сухорукову и соавторам (2009 год), при строгом соблюдении правил хранения, размораживания, трансфузии перфторана, учёте показаний и противопоказаний к его применению, побочные реакции наблюдаются довольно редко (1,5—2 %) и легко купируются. Сухоруков и соавторы считают, что у каждого лечебного средства имеются положительные и отрицательные свойства; при этом у перфторана, по их оценке, перевес положительных свойств абсолютен.

## Клинические исследования

### Многопрофильные обзоры
К 2000—2002 годам перфторан применялся у пациентов в составе лечебных мероприятий различных областей медицины: при кровопотере, в ортопедии и травматологии, при ожогах, в кардиохирургии, трансплантологии, офтальмохирургии, реаниматологии (тяжёлая черепно-мозговая травма, постреанимационная энцефалопатия, полиорганная недостаточность, жидкостная вентиляция лёгких, острые отравления), в терапии (острый инфаркт миокарда, диабетическая ангиопатия, вирусный гепатит, СПИД), в психиатрии.
В 2004 году в биомедицинском журнале «Медлайн. Ру» была опубликована серия статей о результатах клинического применения перфторана:
- при политравме, где ведущим поражением являлась тяжёлая ЧМТ, — Л. В. Усенко и соавторы отметили сокращение продолжительности коматозного состояния на двое суток и снижение инвалидизации (n≈300);[103]
- при коррекции приобретённых пороков сердца — В. Б. Максименко и соавторы избежали появления острых ишемических нарушений миокарда в послеоперационном периоде (n=23);[104]
- при эндоскопическом лечении резистентных форм язвенной болезни желудка и двенадцатиперстной кишки — Э. В. Луцевич и соавторы зафиксировали значительное сокращение сроков эпителизации язв (n=97);[105]
- при острых гастродуоденальных язвенных кровотечениях — М. А. Евсеев установил ослабление угрозы рецидива и ускорение в среднем на 5-6 суток формирования красного рубца на месте язвенного дефекта (n=25);[106]
- при шоке после тяжёлой термотоксической травмы — Е. М. Альтшулеру и соавторам удалось значительно усилить противошоковый эффект стандартного комплекса лечения (n=5);[107]
- при критических состояниях различного генеза (ЧМТ, отравление опиоидами и др.) — Г. С. Кичев и соавторы зафиксировали уменьшение летальности на 14,3 % (n=59);[108]
- при коррекции кровопотери (более 15 % ОЦК) во время плановых операций у детей — Г. В. Гвак и соавторы обнаружили снижение вероятности выраженной гипертермии и крапивницы соответственно с 22,73 % и 9,09 % до отсутствия побочных реакций, снижение числа осложнений и уменьшение расхода компонентов донорской крови, в том числе до полного отказа от них в 13,2 % случаев (n=47).[109]

В 2011—2012 годах в СарНИИТО перфторан использовался в интенсивной терапии синдрома полиорганной недостаточности у 10 больных нейрохирургического и травматолого-ортопедического профиля как средство, предотвращающее и лечащее ишемические и реперфузионные нарушения.

### Фармакоэкономика
В 2005 году С. Ф. Багненко, И. В. Шлык и др. совместно с сотрудниками ОАО НПФ «Перфторан» опубликовали результаты ретроспективного когортного исследования фармакоэкономической эффективности перфторана при его применении по нозологическим профилям «трансплантация почки», «ожоги» и «токсикология». Исследование проводилось по медицинским записям за период 2000—2004 годов в историях болезни пациентов, стационарно лечившихся в НИИ СП им. И. И. Джанелидзе. Для каждого из трёх профилей были отобраны по две группы пациентов: опытная группа, в которой применялся перфторан, и контрольная группа пациентов со схожими с первой профильными характеристиками, в лечении которой перфторан не применялся. Для сравнительного анализа результатов лечения помимо экономических использовались показатели летальности и частоты послеоперационных осложнений.
| Профиль        | Группа      | Пациентов | Летальность | Осложнения |
| -------------- | ----------- | --------- | ----------- | ---------- |
| Трансплантация | Контрольная | 6         | 16,6 %      | 33,3 %     |
| Трансплантация | Перфторан   | 6         | 0,0 %       | 0,0 %      |
| Ожоги          | Контрольная | 23        | 60,9 %      | 41,6 %     |
| Ожоги          | Перфторан   | 22        | 36,4 %      | 50,0 %     |
| Токсикология   | контрольная | 19        | 100 %       | —          |
| Токсикология   | Перфторан   | 24        | 4,34 %      | —          |

Исследователи пришли в выводу, что у всех пациентов по большинству показателей наблюдалось положительное влияние применения перфторана; в частности, во всех группах больных, в лечении которых использовался этот препарат, показатель летальности оказался значительно ниже. В отчёте особо отмечается разница в показателях летальности групп токсикологического профиля: 4,34 % в группе с применением перфторана, — в то время как в группе без его применения не было ни одного выжившего.

### Кровопотеря
В период с 1999 по 2008 гг. в Днепропетровском областном специализированном центре акушерской реанимации и интенсивной терапии была оказана помощь 336 пациенткам, перенёсшим массивное акушерское кровотечение. Из них 253 (75,3 %) в составе инфузионно-трансфузионной терапии вводился перфторан с целью профилактики или лечения острого респираторного дистресс-синдрома, который является частой причиной материнской смертности и инвалидности. Согласно Е. Н. Клигуненко и соавторы, применённый в медицинском центре режим введения перфторана позволил снизить летальность при острой кровопотере с 20 % в 1999 году до 0 % в 2002 и в последующих годах, а также сократить длительность пребывания больных в ОИТ с 18,4 до 8,1 койко-дней.

### Травмы
В шахтах Кузбасса с 2000 по 2008 годы произошло 18 взрывов, при которых получили поражения 447 человек; из них 277 погибли до оказания медицинской помощи, причём 27 % погибших предположительно умерли не сразу после взрыва. Наиболее частой причиной смерти из-за взрыва в шахте при получении комбинированной политравмы является гипоксия, обусловленная в 100 % случаев баротравмой лёгких от взрывной волны. В 2000—2008 годах у 20 тяжелопоражённых спасаемых этой категории риска имел место сомнительный или отрицательный прогноз; из них 15 человек (основная группа) в догоспитальном и раннем госпитальном периодах в составе интенсивной терапии получили оксигенированный перфторан (внутривенно, эндотрахеально и лаважем лёгких); остальные 5, из-за невозможности применить перфторан в силу обстоятельств, составили контрольную группу. Из 5 человек контрольной группы погибли в раннем госпитальном периоде 3; в основной группе, где перфторан применялся, все 15 были спасены и реабилитированы. Согласно А. Б. Муллову, использование в интенсивной терапии перфторана оказывает достоверное, статистически значимое влияние на летальность при комбинированных поражениях от взрывов в шахте.

### Раны
Тяжёлый открытый перелом из-за сопутствующей ему раны мягких тканей может сопровождаться воспалительными осложнениями; в зоне такого ушиба развиваются гипоксия тканей и посттравматический отёк, нарушаются микроциркуляция и кислотно-щелочное равновесие. Согласно исследованиям, проведённым в Первом МГМУ им. И. М. Сеченова, местное применение перфторана показано у проходящих кожную пластику пациентов с тяжёлыми открытыми переломами длинных трубчатых костей (Петров, Бровкин, Калашник и соавторы, 2013) и, в частности, голени (Кавалерский, Петров, Бровкин и соавторы, 2014). И. П. Ардашев с соавторами у 9 больных с открытыми переломами плюсневых костей местно, вокруг раны, вводили оксигенированный перфторан для профилактики инфекционных осложнений; в процессе лечения поверхностный краевой некроз возник у 1 из больных (11,1 %), в то время как среди 15 не получавших препарат пациентов некрозы наблюдались у 7 человек (46,6 %).
При лечении гнойных ран в период с 2009 по 2011 год Е. М. Мохов и соавторы у 34 пациентов воспользовались местным применением озонированного перфторана в виде аппликаций, что уменьшило время заживления до 8,7 суток — по сравнению с 13,1 сутками в контрольной группе из 48 человек, в которой проводилась традиционная терапия.

### Сепсис
К 2009 году перфторан применялся в лечении сепсиса различных этиологий, включая абдоминальный и сибиреязвенный.
Е. В. Григорьев и соавторы (2004) при лечении 60 больных абдоминальным сепсисом (контрольная группа n=60) выделили подгруппу тяжёлого сепсиса n=22 и подгруппу септического шока n=18. В обеих подгруппах внутривенно применялся перфторан в сочетании с энтеральной детоксикацией: в первой подгруппе — параллельно, во второй — последовательно. Согласно результатам исследования, дифференцированный подход к терапии сепсиса позволил снизить летальность в первой подгруппе с 36,7 до 13,6 %, во второй — с 69 до 50 %. Сотрудники ВГМА (2007) при лечении тяжёлого сепсиса, вызванного различными патологиями (такими как политравма, перитонит, ИБС и др.), использовали препарат внутривенно и эндобронхиально у 28 пациентов (контрольная группа n=26), что ускорило выход больных из критического состояния и снизило летальность с 69 до 50 %.

### Кардиология
Лечение острого инфаркта миокарда сопряжено с риском появления реперфузионного синдрома, который развивается вследствие открытия коронарной артерии при тромболитической терапии. С. С. Шувалов и соавторы (2006) изучили влияние перфторана на частоту возникновения синдрома и сопутствующих ему проявлений у 88 пациентов (контрольная группа — 78 пациентов). Исследование показало, что применение перфторана снизило вероятность возникновения реперфузионного синдрома с 83,3 % до 56,5 %, при этом было отмечено: снижение числа рецидивов ангинозных приступов и, соответственно, потребности в обезболивающих препаратах с 25 % до 4,4 %; сокращение случаев желудочковой экстрасистолии с 63,3 % до 39,1 % и опасной для жизни больных фибрилляции желудочков с 15 % до 0 %.
При использовании перфторана в составе тромболитической терапии у 65 гериатрических пациентов с ОИМ А. А. Абусуев в 2008 году зафиксировал рост частоты положительного эффекта терапии с 52,7 % до 72,3 %, сокращение случаев экстрасистолий с 63,4 % до 12,3 %, прекращение ангинозных приступов, исчезновение одышки, чувства тревоги и страха. Применение препарата в кардиохирургии в больнице «Centro Médico La Raza» (Мехико) позволило: при аортокоронарном шунтировании с острой нормоволемической гемоделюцией (ОНГ) — значительно уменьшить частоту появления, длительность и последствия послеоперационных аритмий различной степени тяжести (n=27, 2005); при хирургической пластике клапанов сердца с ОНГ — существенно сократить расход компонентов донорской крови (n=15, 2006).

### Кислородное обеспечение головного мозга
Л. В. Усенко и соавторы (2002) пациентам (n=50) с тяжёлой ЧМТ вводили перфторан в составе стандартной интенсивной терапии с целью защиты клеток головного мозга от гипоксии. По сравнению с контрольной группой (n=40) где препарат не применялся, было зарегистрировано снижение летальности на 8,3 % (с 43,1 до 34,8 %), при этом работоспособность в отдалённом периоде наблюдения до 3 лет восстановилась на дополнительные 60,1 % (с 24,9 до 85 %). Аналогичное клиническое исследование, проведённое на базе кафедры анестезиологии и реаниматологии МГМСУ, показало, что перфторан оказывает благоприятное действие у больных с ЧМТ (n=28): по сравнению с контрольной группой (n=12), исследователи наблюдали снижение летальности с 40 до 12 %; имел место стойкий характер восстановления без повторных нарушений сознания. Кроме того, в контрольной группе было отмечено: у 4 больных в подостром периоде ЧМТ — формирование апаллического синдрома; у 8 больных в остром периоде — желудочно-кишечные кровотечения.
Операции на экстракраниальных артериях (каротидная эндартерэктомия и др.) проводятся для упреждения и лечения таких распространённых и тяжёлых нарушений мозгового кровообращения как инсульт. Необходимость пережатия сонных артерий во время подобных операций вызывает риск ишемических повреждений головного мозга; с целью снижения этих рисков А. М. Путинцев и др. в дополнение к стандартной методике вводили пациентам перфторан, что позволило избежать летальных послеоперационных осложнений (n=24, контрольная группа n=26 с 3 летальным исходом, 2008; n=28, контрольная группа n=25 с 2 летальным исходом, 2011).

### Заболевания печени
К 2002 году было изучено лечебное действие перфторана при гепатите B и микстгепатитах. Согласно исследованию А. Ю. Ковеленова с соавторами (2003) перфторан может использоваться для ослабления чрезмерной интенсивности иммунного ответа у больных тяжёлой формой острого вирусного гепатита B, что обусловлено, по предположению учёных, способностью препарата подавлять макрофагальную секрецию провоспалительных цитокинов. Препарат вводился внутривенно 79 больным в дополнение к традиционной терапии при контрольной группе в 78 человек с тем же заболеванием. В группе, где применялся перфторан, было зарегистрировано: снижение вероятности появления острой печёночной недостаточности с 17,9 до 3,0 %, сокращение длительности пребывания в ОРИТ с 12,2 до 7,2 суток, сокращение сроков лечения в стационаре с 52,3 до 37,1 суток.
Специалисты ГИУВ МО РФ, НИИОПП, ВМедА и др. организаций включили инфузии перфторана в комплекс процедур клеточной трансплантологии при лечении хронических диффузных заболеваний печени для обеспечения лучших условий имплантации мультипотентных мезенхимальных стромальных клеток за счёт оксигенации зоны трансплантации, формирования в ней «перфторофагальных» гранулём и иммуносупрессии системы мононуклеарных фагоцитов печени (n=12, 2009).

### Офтальмология
В офтальмологии положительный опыт применения перфторана был получен в МНТК «Микрохирургия глаза» (1995—2006) при лечении: различных заболеваний заднего отрезка глаза, увеитов различной этиологии, тапеторетинальной абиотрофии, атрофии зрительного нерва у детей, различных форм тяжёлой офтальмопатологии. Согласно исследованию, проведённому сотрудниками Уфимского НИИ глазных болезней (Бикбов, Суркова, Шевчук и соавторы, 2010), применение перфторана (n=8) при регматогенном отслоении сетчатки повысило остроту зрения у 7 из 8 пациентов в среднем на 0,08 (с 0,04 до 0,12), в то время как базисная терапия (n=10) помогла улучшить зрение у 6 из 10 пациентов в среднем на 0,01 (с 0,04 до 0,05); кроме того, после инфузии препарата больные отмечали повышение качества зрительного восприятия, исчезновение или уменьшение «плавающих помутнений» и метаморфопсий.

### Оториноларингология
В развитии сенсоневральной тугоухости (СНТ), которая сопровождается снижением слуха и шумом в ушах, большую роль играют сосудистые факторы, вызывающие гипоксию слуховых рецепторов. Согласно исследованиям Т. В. Золотовой и др. (n=60, 2010 год; n=20, 2004 год), лечение СНТ с использованием перфторана, по сравнению с традиционными методами, повышало вероятность улучшения слуховой функции с 75—80 % до 95 %, при этом порог слышимости опускался в среднем на дополнительные 8 дБ.

### Стоматология
Для лечения больных с одонтогенными флегмонами лица и шеи В. С. Агапов и соавторы применили перфторан местно в составе процедур фракционного диализа и магнитофореза (n=25, 2005 год), благодаря чему, по сравнению с традиционной терапией, была повышена скорость заживления с 1,9 до 3,9 см²/сут, ожидание улучшения самочувствия пациентов сократилось с 3—4 до 1—2 суток, ожидание регрессии местных клинических симптомов сократилось с 6—7 до 3 суток, наблюдалась более благоприятная регенерация ран по типу первичного натяжения с удовлетворительным косметическим эффектом. При аналогичном заболевании Е. А. Дурново с соавторами использовали перфторан внутривенно и местно, что позволило ускорить некролиз и процессы репаративной регенерации в 1,5—2 раза, сократить время заживления ран на 3—5 суток (n=31, 2007).
Положительное влияние перфторана было также зарегистрировано: при лечении пародонтита (n=17, 2010 год), в том числе возникшего как осложнение сахарного диабета (2003 год); при реконструктивных операциях челюстно-лицевой области (n=11, 2005 год).

### Язвы наружной локализации
При лечении трофических язв нижних конечностей у 20 больных сахарным диабетом хирурги МГМСУ (2004) дополнили стандартные методы терапии местным применением перфторана и димексида; в результате, по сравнению с контрольной группой в 20 человек, где оба препарата не использовались, сроки репаративной регенерации сократились в среднем с 47 до 17 суток. Согласно исследованию В. И. Мидленко с соавторами (n=64, 2015), включение внутривенных инфузий перфторана в состав стандартных методов лечения синдрома диабетической стопы (СДС) сокращает сроки лечения ран (при нейроишемической форме СДС) и уменьшает количество высоких ампутаций, приводящих к глубокой инвалидизации больных.
У 10—50 % больных лепрой встречается такое инвалидизирующее проявление этой болезни как нейротрофические язвы (НТЯ) стоп, которое сопровождается спастико-атоническим состоянием артериол и отличается длительным течением, высокой лекарственной резистентностью, частыми рецидивами. А. А. Ющенко и соавторы (2007) провели лечение НТЯ стоп у 40 больных лепрой, включив в терапию местное и внутривенное применение перфторана; контрольная группа составила 20 пациентов. Использование препарата сократило средние сроки лечения с 35,3 до 25,6 суток и позволило добиться заживления язв, не поддававшихся терапии другими методами.

### Заболевания суставов
Сотрудниками Первого МГМУ им. И. М. Сеченова была обнаружена способность перфторана в условиях внутрисуставного введения: содействовать регенерации хряща при внутрисуставных переломах мыщелков большеберцовой кости благодаря сорбционным и мембраностабилизирующим свойствам препарата (Кавалерский, Силин, Катунян и соавторы, 2008); снижать болевой синдром при гонартрозах уже к моменту окончания процедур (Катунян, Гаркави, Семевский и соавторы, 2011). В качестве противоишемического средства перфторан применяли внутрисуставно А. Г. Шушарин и соавторы для консервативного лечения асептического некроза головки бедренной кости посредством инъекций в тазобедренный сустав (n=102, 2014), в том числе у пациентов с повышенным коагуляционным потенциалом крови (n=38, 2012), а также при предварительном внутривенном введении бисфосфонатов (n=56, 2014) и совместно с димексидом (n=226, 2015).

## Производство

### ОАО НПФ «Перфторан»

Корпус «Искусственной крови», в котором размещалось с 1991 по 2015 годы ОАО НПФ «Перфторан».

По словам одного из создателей перфторана, Г. Р. Иваницкого, к началу III фазы клинических испытаний препарата, в 1990 году, на дальнейшую разработку, проведение испытаний и дополнительные исследования не выделялось финансирования. С целью привлечения недостающих средств было создано акционерное общество (НПФ «Перфторан»), в состав которого вошли Днепропетровский медицинский институт, Госпиталь имени Бурденко, НИИ трансплантологии и искусственных органов, МНТК «Микрохирургия глаза», Институт элементоорганических соединений и Институт теоретической и экспериментальной биофизики. К тому моменту уже имелось недостроенное с 1985 года опытное производство, на котором предполагалось выпускать перфторан.
В результате, испытания препарата были завершены, и в 1996 году учёные получили разрешение на выпуск перфторана как клинического препарата, однако из-за экономического кризиса, отсутствия государственной помощи и высоких процентов по взятому в банке займу акционерное общество оказалось в долгах. Была объявлена новая эмиссия акций, после чего 51 % акций попал в руки коммерсантов. Фирма «Перфторан» полностью перешла к другой команде, не связанной с наукой. Согласно Иваницкому, фирма работала, получала прибыль, но создавать мощное производство и строить завод, по оценке учёного, новым владельцам было неинтересно. Небольшая мощность бывшего опытного производства НПФ «Перфторан» не позволила сделать препарат массовым и более дешёвым.
В 2015 году ОАО НПФ «Перфторан» прекратило производство ПФО-эмульсии «Перфторан», и было реорганизовано в ООО НПФ «Перфторан». Регистрирующим органом 14 декабря 2018 года принято решение о ликвидации юридического лица (недействующее юридическое лицо).

### Лаборатория БФХИ ПФОС
Согласно одному из создателей перфторана, С. И. Воробьёву, в 1997 году ОАО НПФ «Перфторан» было приобретено коммерческими структурами, не имеющими никакого отношения к фармацевтике и медицине. Новые владельцы компании свернули все научно-исследовательские работы, направленные на создание перспективных и безопасных перфторуглеродных препаратов, из-за чего в 1997 году С. И. Воробьёв, по его словам, был вынужден уйти из НПФ «Перфторан». Для продолжения научных исследований учёным в том же году была начата организация «Научно-исследовательской лаборатории биологического и физико-химического изучения ПФОС» (LTD) в РАЕН. Итогом работы Лаборатории ПФОС стало создание в 1999 году нового модифицированного препарата «Фторэмульсия III» (перфторан-плюс) с улучшенными, по данным разработчиков, физико-химическими и медико-биологическими характеристиками.
Модифицированный препарат «Фторэмульсия III», по утверждению разработчиков, допускает более быструю разморозку — за несколько минут, по сравнению с 5-6 часами в случае с перфтораном.
Как показали клинические испытания (первая фаза, 2000 год), проведённые в двух ведущих клинических учреждениях Москвы, количество побочных реакций на новый модифицированный препарат Фторэмульсия III составляло 6—8 %, на препарат Перфторан — 15—20 %. По состоянию на 2017 год кровезаменитель «Фторэмульсия III» до сих пор не зарегистрирован в Государственном реестре лекарственных средств Минздрава России в связи с отсутствием производства по GMP. Однако Лаборатория ПФОС С. И. Воробьёва в настоящее время продолжает разрабатывать новые перфторуглеродные кровезамещающие препараты наноразмерного уровня — серии ФТОРАНы, в том числе для парентерального питания препарат с энергетическими и газотранспортными функциями ФТОРАН-Липид, с рентгеноконтрастным свойством препарат ФТОРАН-РК.

### ООО «Гротекс»
По состоянию на май 2016 года возобновление производства перфторана в России планировалось на заводе Solopharm (ООО «Гротекс»). По словам главы предприятия О. В. Жеребцова, препарат будет производиться в других классах чистоты и с другими технологическими решениями в сравнении с ОАО НПФ «Перфторан», но «по старой советской рецептуре».

## Признание
В 1999 году 15 участников работ по созданию перфторана были удостоены премии Правительства РФ в области науки и техники 1998 года «за создание перфторуглеродных сред для управления жизнедеятельностью клеток, органов и организма». В 2002 году 11 участников получили национальную премию «Призвание» в номинации «За вклад в развитие медицины, внесённый представителями фундаментальной науки и немедицинских профессий».
С. И. Воробьёв и, по его словам, некоторые другие учёные считали, что выдвижение коллектива на Правительственную премию РФ было заслуженно, но преждевременно, главным образом, из-за того что ему и его сотрудникам было необходимо ещё 1—2 года до полной доработки препарата.
| Участник         | Организация | Премия Правительства | Премия «Призвание» |
| ---------------- | ----------- | -------------------- | ------------------ |
| Белоярцев Ф. Ф.  | ИБФ АН СССР | Да                   | Да                 |
| Быстрицкий Г. И. | НИОПИК      | Да                   |                    |
| Воробьёв С. И.   | ИТЭБ РАН    | Да                   |                    |
| Гаврилюк Б. К.   | ИТЭБ РАН    | Да                   |                    |
| Гервиц Л. Л.     | ИНЭОС       | Да                   |                    |
| Глинчук Я. И.    | МНТК «МГ»   | Да                   |                    |
| Денисов А. К.    | КЧХК        | Да                   |                    |
| Елецкая С. В.    | НИОПИК      | Да                   |                    |
| Иваницкий Г. Р.  | ИТЭБ РАН    | Да                   | Да                 |
| Исламов Б. И.    | ИТЭБ РАН    | Да                   | Да                 |
| Кнунянц И. Л.    | ИНЭОС       | Да                   |                    |
| Крылов Н. Л.     | ГВКГ        | Да                   | Да                 |
| Маевский Е. И.   | ИТЭБ РАН    | Да                   | Да                 |
| Макаров К. Н.    | ИНЭОС       | Да                   | Да                 |
| Мороз В. В.      | НИИОР       | Да                   | Да                 |
| Онищенко Н. А.   | НИИТИО      | Да                   | Да                 |
| Усенко Л. В.     | ДГМА        | Да                   |                    |
| Фёдоров С. Н.    | МНТК «МГ»   | Да                   |                    |

Приказом начальника ГВМУ № 341 от 26 июня 1998 года перфторан был принят на снабжение медицинской службы Вооружённых сил РФ.
Перфторан используется итальянским хирургом Серджо Канаверо в экспериментах по трансплантации головы.

## В художественной литературе
Фридрих Незнанский в основу для 129-го детектива из серии «Марш Турецкого» «Сенсация по заказу» взял историю создания в Советском Союзе кровезаменителя на основе перфторорганических соединений «Перфторан». Некоторые персонажи узнаваемы. В детективе кровезаменитель назван «паперфторан».

Турецкий взял лист бумаги и стал писать печатными буквами. 1. Паперфторан — это крове- и плазмозаменитель с газотранспортной функцией (это ещё что?), «работающий» в организме в течение двух суток. Используется для уменьшения затрат донорской крови и эритроцитарной массы. Используется также при инфекционных заболеваниях, СПИДе, в психиатрии (купирование белой горячки и острых психозов, надо, кстати, иметь в виду), в онкологии и токсикологии.